# Amata congener
Amata congener är en fjärilsart som beskrevs av George Francis Hampson 1901. Amata congener ingår i släktet Amata och familjen björnspinnare. Inga underarter finns listade i Catalogue of Life.